# Hans-Hubertus Bühmann
Hans-Hubertus Bühmann (* 6. März 1921 in Bremervörde; † 31. Januar 2014) war ein deutscher  Forstwirt und niedersächsischer Landespolitiker (CDU).

## Leben
Hans-Hubertus Bühmann schloss die Oberschule mit dem Reifezeugnis ab und nahm von 1939 bis 1945 am Zweiten Weltkrieg teil, zuletzt als Oberleutnant zur See.
Nach Kriegsende begann er eine Landwirtschaftslehre sowie eine forstliche Ausbildung und studierte einige Semester Betriebswirtschaft. Als selbständiger Forstwirt war er in einer Forst in Schelploh in der Gemeinde Dalle tätig. Später war er Eigentümer des Forstbetriebes Weyhausen, Gemarkung Weyhausen sowie Dalle. 
Bühmann war seit 1947 Mitglied der CDU. Er wurde Vorstandsmitglied der Landkrankenkasse Celle und des Forstverbandes Eschede. Ferner war er Vorsitzender der Tarifkommission für die Forstarbeiter in den Privatforsten im Bereich der Landwirtschaftskammer Hannover. Bühmann war Mitglied der Landwirtschaftskammer Hannover und ehrenamtlicher Arbeitsrichter. Er war Vorstandsmitglied und stellvertretender Vorsteher des Unterhaltungsverbandes Lachte sowie Vorsitzender des Forstvereins in Nordwestdeutschland. Viele Jahre war er Vorsitzender des Aufsichtsrates der Wohnungsbaugenossenschaft Südheide eG. Zudem war er Ehrenmitglied des Sportvereins Dalle und des Hegerings Eschede. Von 1993 bis 1996 gehörte Bühmann dem Verwaltungsrat der Sparkasse Celle an.

### Politische Karriere
Von 1952 bis 1967 war Bühmann Ratsmitglied in der Gemeinde Dalle; ab 1955 war er Bürgermeister und ehrenamtlicher Gemeindedirektor. Von 1956 bis 1991 war Bühmann Mitglied des Kreistages des Landkreises Celle; ab 1961 war er dort Vorsitzender der CDU-Kreistagsfraktion. Von 1966 bis 1991 war er ehrenamtlicher Landrat des Kreises Celle; 1991 ernannte ihn der Kreistag zum Ehrenlandrat. Von 1967 bis 1976 war er zudem Mitglied des Samtgemeinderates und Samtgemeindebürgermeister der ehemaligen Samtgemeinde Eschede. 
Bühmann war von 1963 bis 1974 (5. bis 7. Wahlperiode) Mitglied des Niedersächsischen Landtages. Dort war er von 1970 bis 1974 Vorsitzender des Geschäftsordnungsausschusses.

### Ehrungen
Hubertus Bühmann war Inhaber des Verdienstkreuzes erster Klasse des Verdienstordens der Bundesrepublik Deutschland, des Großen Verdienstkreuzes des Niedersächsischen Verdienstordens, des Ehrenkreuzes der Bundeswehr in Gold, der goldenen Ehrennadel des Deutschen Jagdverbandes, der Ehrenmedaille des Verbandes der Wohnungswirtschaft und der Paul-Harris-Medaille von Rotary International.